# Agata Sobkowicz
Agata Sobkowicz (ur. 28 czerwca 1995 w Prudniku) – polska piłkarka grająca na pozycjach napastnika i pomocnika.

## Kariera
Zawodniczka jest wychowanką klubu Flora Prudnik, gdzie jej trenerem był Sebastian Muzyka. Grała też w Smyku Prudnik i Sparcie Prudnik pod okiem trenera Mariusza Półchłopka. Następnie przeszła do Rolnika Biedrzychowice. W 2009 została powołana do kadry narodowej. Grała w reprezentacjach Polski U-15 i U-17.
W 2015 przeszła do klubu AZS PWSZ Wałbrzych, a w 2016 do TS ROW Rybnik. Następnie wróciła do Rolnika Biedrzychowice. Została trenerką Akademii Piłkarskiej Chemik Kędzierzyn-Koźle. W 2024 została powołana do reprezentacji Polski kobiet w futsalu.